# Abed-nego

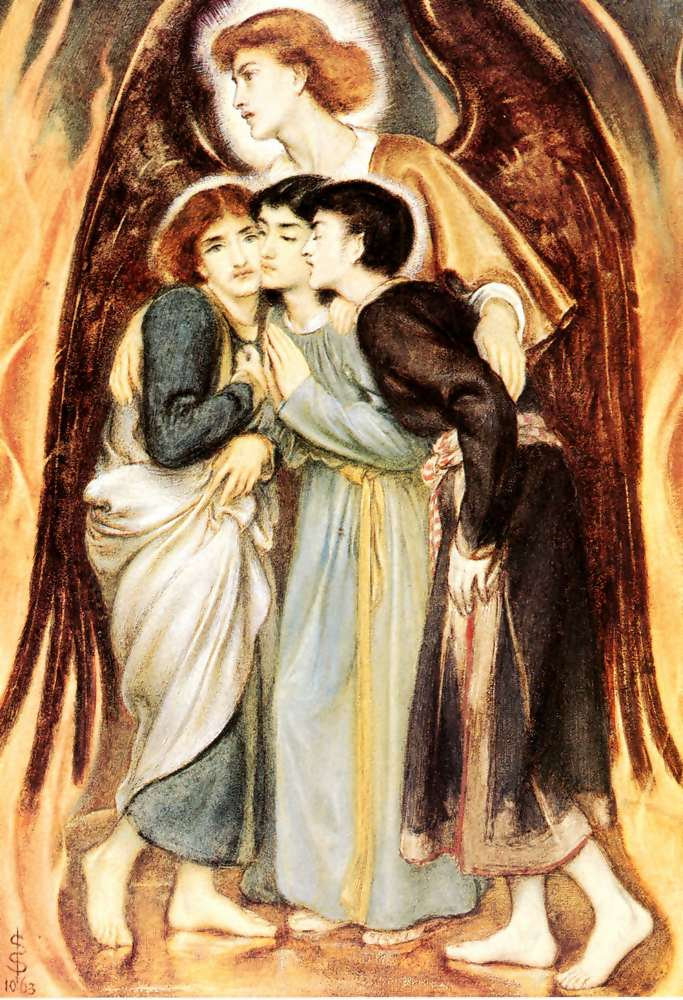
Hananías, Azarías y Misael (1863) por Simeon Solomon. Representando el relato bíblico del Libro bíblico de Daniel.

Abed-nego es un personaje que aparece en la Biblia en el libro de Daniel, cuyo  nombre es babilónico. Su nombre, hebreo, corresponde a Azarías, uno de los tres compañeros de Daniel en Babilonia. Junto con Sadrac y Mesac, fue nombrado para el servicio real de Nabucodonosor. La biblia cuenta de ellos que rehusaron adorar a la estatua de oro que el Rey había levantado y se les condenó a morir en un horno de fuego. Dios puso su mano y no sufrieron ningún daño.

## En la Biblia
En el siglo VI a. C., el rey Nabucodonosor de Babilonia, que había capturado Jerusalén, seleccionó entre la familia real judía y los aristócratas a aquellos que no tenían defectos físicos, eran hermosos en apariencia y eran buenos en todo con el fin de capacitar a los funcionarios para su ocupación. Escogió a muchachos talentosos y sabios, poseedores de ciencia y entendimiento, capaces de servir en la corte, según el capítulo 1, versículo 4 del libro bíblico de Daniel, y se los llevó para que aprendieran el idioma caldeo.
Uno de ellos fue Azarías, quien llegó a ser conocido como Abednego. Él era uno de un grupo de cuatro liderados por Daniel , quien se llamaba Beltsasar, y mantuvieron su fe en el único Dios incluso en la tierra de los gentiles, y "no se contaminaron con la comida y el vino de los gentiles" (Daniel 1:8). Estos cuatro hombres eran tan destacados que servían al rey y eran muy valorados.
Abednego fue nombrado administrador de Babilonia después de que Daniel resolvió el misterio del sueño del rey.

### El horno ardiente
Cuando el rey Nabucodonosor erigió una estatua de oro y les ordenó adorarla, Abednego, que creía en un solo Dios, no obedeció. Por lo tanto, fue atado y arrojado vivo en un horno de fuego junto con sus compañeros Sadrac (Hananías) y Mesac (Misael) , quienes tampoco adoraban la imagen . Sin embargo, los tres hombres no murieron quemados y caminaron libremente entre el fuego. Finalmente, cuando fue llamado por el rey, salió del fuego sin quemarse ni siquiera el cabello. El rey quedó asombrado por esto, alabó al dios en el que creían y devolvió a los tres hombres a sus posiciones anteriores.